# Divine intervention
「divine intervention」（ディバイン・インターベンション）は、fhánaの楽曲。同グループ3枚目のシングルとして2014年1月22日にLantisから発売された。

## 概要
前作「tiny lamp」より3か月ぶりにリリース。表題曲はテレビアニメ『ウィッチクラフトワークス』のオープニングテーマ。ビジュアルやプロモーションビデオは表題曲に相応しく、「神の介在」という幻想的な色調とゴシック様式になっている。
詞曲の原型を担当した佐藤純一が、テレビアニメ『灼眼のシャナ』を思い起こしながら作ったという一面も持つ。

### 主な記録
オリコン週間チャートで52位を獲得し、自己最高位更新した。初動売上は約1,300枚であり、デビュー初の初動売上1,000枚以上売り上げた。デイリーチャートでは、1月24日付けのチャートで22位を獲得し、デビュー以来初のデイリーTOP30入りを果たした。また、COUNT DOWN TV This Week's TOP100で81位を獲得した。尚、COUNT DOWN TVのランキングにランクインしたのはデビュー以来初であり、2週連続で100位以内にランクインした。

## シングル収録内容
| 全作詞: 林英樹、全編曲: fhána。 |                                                           |           |             |                  |      |
| #                               | タイトル                                                  | 作詞      | 作曲        | ストリングス編曲 | 時間 |
| 1.                              | 「divine intervention」                                   | 林英樹    | 佐藤純一    | 川本新           | 4:57 |
| 2.                              | 「innocent field」                                        | 林英樹    | yuxuki waga |                  | 5:03 |
| 3.                              | 「divine intervention」(The LASTTRAK "Firestarter" Remix) | 林英樹    | 佐藤純一    |                  | 5:05 |
| 4.                              | 「divine intervention」(Instrumental)                     | 林英樹    |             |                  | 4:57 |
| 5.                              | 「innocent field」(Instrumental)                          | 林英樹    |             |                  | 5:03 |
| 合計時間:                       | 合計時間:                                                 | 合計時間: | 合計時間:   | 25:05            |      |

## カバー
- Morfonica［倉田ましろ（進藤あまね）］ - 佐藤純一とのタイアップとして、2022年9月23日にゲーム『バンドリ! ガールズバンドパーティ!』に追加収録[6]。